# Argiusta-Moriccio
Argiusta-Moriccio (en cors Arghjusta è Muricciu) és un municipi francès, situat a la regió de Còrsega, al departament de Còrsega del Sud. L'any 2005 tenia 84 habitants.

## Demografia
| 1962 | 1968 | 1975 | 1982 | 1990 | 1999 | 2005 |
| ---- | ---- | ---- | ---- | ---- | ---- | ---- |
| 188  | 137  | 127  | 105  | 93   | 77   | 84   |

## Administració
| Període | Identitat      | Partit | Qualitat |  |
| ------- | -------------- | ------ | -------- |  |
| 2001-   | Michel Peretti |        |          |  |